# Salvianus
Salvianus (Trier, 405 körül – Marseille, 451 körül) 5. századi keresztény író.

## Élete, művei
Házas emberből lett lerinumi szerzetes és massiliai presbiter lett. Írásai közül fennmaradt: a) Ad ecclesiam, a melyben azt követeli, hogy vagyonát minden keresztény Istennek visszaadja, és az egyházat jelölje meg örökösnek; b) De gubernatione dei libri VIII. melyben a római birodalom szerencsétlenségét mint megérdemelt Istenbüntetését megragadó ékesszólással ecseteli.

## Magyarul
- Salvianus marseillei áldozár Isten világkormányzatáról írt 8 könyve; ford. a győri nagyobb papnövelde Szent-Imre-Egyletének tagjai; Sauervein Ny., Győr, 1862